# ウラジーミル・フセヴォロドヴィチ (ノヴゴロド公)
ウラジーミル・フセヴォロドヴィチ（ロシア語: Владимир Всеволодович、? - 1141年頃）は、1136年にノヴゴロド公位にあった人物である。

## 生涯
ウラジーミルはノヴゴロド公・プスコフ公フセヴォロド（ロシア正教会の聖人としてはプスコフのフセヴォロド）の子として生まれた。母はチェルニゴフ公スヴャトスラフ（聖人としてはニコライ・スヴャトーシャ(ru)）の娘であった。
ウラジーミルは1136年にノヴゴロド公位に就いたが、これは、ロシアの歴史学者にとっては非常に劇的な出来事の起きた年である。すなわち、ノヴゴロドの民会（ヴェーチェ）の決定によって、ノヴゴロド公位にあったウラジーミルの父フセヴォロドが追放された事件である。歴史学者によっては、この事件を「ノヴゴロドの革命」（以降のノヴゴロド公国を「ノヴゴロド共和国」）と評している。
ウラジーミルは父の後釜としてノヴゴロド公位に据えられたが、ルーシの年代記（レートピシ）の記述より、まだ年少で、権限も限られていたと推測される。また、おそらくノヴゴロドの人々は、公の位が空位となることには危機感を持っていたとも推測されている。
しかし、その後まもなくしてチェルニゴフ公スヴャトスラフがノヴゴロド公に招かれ、ウラジーミルもまた公位を降りることとなった。

## 家族
かつて、ソ連の歴史学者V.パシュト(ru)は、ウラジーミルはポーランド公女リクサ（ボレスワフ3世娘）と結婚し、後にデンマーク王ヴァルデマー1世の妻となるソフィヤはウラジーミルとリクサの間の娘であるとみなした。ただし現在は、ソフィヤはミンスク公ヴォロダリの娘であるという説が有力である。